# Campeonato Romeno de Voleibol Feminino - Divisão A1
O Campeonato Romeno de Voleibol Feminino - Divisão A1 (em romeno: Divizia A1) é a principal competição de voleibol feminino da Romênia.  Organizada pela Federação Romena de Voleibol, é disputada anualmente desde a temporada 1949-50. 
Atualmente, conta com doze participantes. Com 21 títulos, o CS Dinamo București é o maior campeão do voleibol feminino romeno. O campeão mais recente é o CSM Volei Alba Blaj, maior força do voleibol feminino romeno atualmente.

## História
O Campeonato Romeno de Voleibol Feminino - Divisão A1 teve a sua primeira temporada realizada entre os anos 1949-50, com título conquistado pelo CS Locomotiva București, atualmente conhecido como CS Rapid București. Os anos seguintes foram marcados pela breve hegemonia da AS Progresul București, tendo conquistado os seus cinco títulos até a temporada 1955-56. Essa só foi interrompida na temporada 1953-54, quando o título foi obtido pelo CSU Știința București, sendo o seu único.
A partir da temporada 1956-57 o CS Dinamo București dei início à sua longa hegemonia. Nesse período, apenas o VC Penicilina Iași, nas temporadas 1969-70 e 1970-71, e o CS Rapid București, em seis oportunidades, foram capazes de pará-lo. A queda do CS Dinamo București no cenário romeno de vôlei feminino coincide com a breve ascensão do SCM Universitatea Craiova, que, entre 1985-86 e 1990-91, conquistou os seus cinco títulos.  O maior campeão da Romênia tentou reagir frente ao novo rival, mas só o interrompeu em 1988-89, quando garantiu o seu vigésimo primeiro título (o último até o momento).
Já tendo conquistado seis títulos nas décadas de 1960 e 1970, o CS Rapid București surge como grande força do voleibol feminino romeno na temporada 1991-1992. Durante as décadas de 1990 e 2000, o clube foi capaz de adicionar mais doze títulos ao seu histórico e só foi interrompido pelo CS Știința Bacău, nas temporadas 1997-98 (quando ainda se chamava Universitate Bacău) e 2004-05, e pelo VC Unic Piatra Neamț, em 2002-03.
O voleibol feminino na Romênia apresentou até a metade da década de 2000 três comportamentos: i) conquistas isoladas; ii) duas grandes hegemonias - a do CS Dinamo București (21 títulos) e a do CS Rapid București (18 títulos); iii) pequenas hegemonias, como as da AS Progresul București e do SCM Universitatea Craiova (5 títulos cada). A fase recente da Divizia A1 tem mostrado um comportamento mais próximo ao terceiro grupo: 4 títulos seguidos do CSU Galați, 2 seguidos do CSV 2004 Tomis Constanţa, 2 seguidos do CS Știința Bacău e 3 do CSM Volei Alba Blaj. Este último, tendo sido derrotado na temporada 2017-18 pelo CSM București.
O primeiro título do CSU Galați foi conquistado na temporada 2006-07, quando terminou na melhor colocação na fase final, frente aos rivais CS Dinamo București, CS Știința Bacău e VC Unic Piatra Neamț. O clube seguiu com mais três títulos consecutivos até 2009-10, quando obteve o seu último trófeu. Posteriormente, o Galați retirou-se da Divizia A1.
A temporada 2010-11 foi vencida pelo CSV 2004 Tomis Constanţa, após bater o CS Știința Bacău na final (3 a 1 na série melhor de 5 jogos). O mesmo ocorreu na temporada posterior, com o clube de Constanţa tendo vencido os dois jogos da final. O CS Știința Bacău recuperou-se das duas derrotas consecutivas ao bater por duas temporadas consecutivas o tradicional CS Dinamo București.
Disputando a Divizia A1 desde a temporada 2012-13, o CSM Volei Alba Blaj deu o primeiro passo para tornar-se uma das principais forças do voleibol feminino romeno ao conquistar o bronze na temporada 2013-14. Após subir ao pódio pela primeira vez, o clube de Blaj foi capaz de aumentar o seu investimento, possibilitando o tri-campeonato consecutivo entre 2014 e 2017; os dois primeiros conquistados sobre o CSM Târgoviște, e o último sobre o CSM București. Este obteve revanche sobre o rival do interior, ao conquistar edição de 2017-18. Em 2018-19, a equipe de Blaj reconquista o título de campeão romeno, deixando o seu rival da capital com o vice-campeonato.
Na temporada 2019-20, devido à pandemia de COVID-19, o campeonato foi paralisado após os jogos da primeira rodada da Fase II. Após alguns dias de indefinição, a Federação Romena de Voleibol, após consultar os clubes, declarou o CSM Volei Alba Blaj como campeão da temporada e o CSO Voluntari como a equipe a ser rebaixada, respeitando as posições obtidas na Fase I. Na temporada posterior, ainda enfrentando uma situação pandêmica, as equipes romenas ajustaram-se a um novo formato de disputa: torneios com três jogos num único fim de semana, com os quatro melhores colocados da fase inicial seguindo em busca do título; na fase final, o CSM Târgoviște conquistou o seu primeiro título nesta competição.

## Temporada atual
| Equipe | Equipe              | Em 2019-20     | Títulos | Localização das equipes participantes. |
| ------ | ------------------- | -------------- | ------- | -------------------------------------- |
|        | CSM Volei Alba Blaj | 1º Divizia A1  | 5       | Localização das equipes participantes. |
|        | CS Dinamo București | 2º Divizia A1  | 21      | Localização das equipes participantes. |
|        | CSM Târgoviște      | 3º Divizia A1  | 0       | Localização das equipes participantes. |
|        | CS Știința Bacău    | 4º Divizia A1  | 4       | Localização das equipes participantes. |
|        | CSM Lugoj           | 5º Divizia A1  | 0       | Localização das equipes participantes. |
|        | CSU Galați          | 6º Divizia A1  | 4       | Localização das equipes participantes. |
|        | CS Medgidia         | 7º Divizia A1  | 0       | Localização das equipes participantes. |
|        | FC Argeș Pitești    | 8º Divizia A1  | 0       | Localização das equipes participantes. |
|        | CS "U" Cluj         | 9º Divizia A1  | 0       | Localização das equipes participantes. |
|        | CS Rapid București  | 10º Divizia A1 | 19      | Localização das equipes participantes. |
|        | CSO Voluntari       | 11º Divizia A1 | 0       | Localização das equipes participantes. |
|        | CSU Tîrgu Mureș     | 1º Divizia A2  | 0       | Localização das equipes participantes. |

* Após o Torneio de Promoção ter sido cancelado devido à Pandemia de Covid-19, o CSU Tîrgu Mureș foi considerado para competir na edição 2020-21 por ter vencido o certame Vest da Divizia A2 2019-20.

## Títulos por clubes
| Escudo | Clube                  | Títulos |
| ------ | ---------------------- | ------- |
|        | CS Dinamo București    | 21      |
|        | CS Rapid București     | 19      |
|        | CSM Volei Alba Blaj    | 7       |
| -      | AS Progresul București | 5       |
|        | SCM Univ. Craiova      | 5       |
|        | CSU Galați             | 4       |
|        | CS Știința Bacău       | 4       |
|        | VC Penicilina Iași     | 2       |
|        | CSV 04 Tomis Constanţa | 2       |
|        | CSU Știința București  | 1       |
|        | VC Unic Piatra Neamț   | 1       |
|        | CSM București          | 1       |
|        | CSM Târgoviște         | 1       |

- (1) O CS Știința Bacău jogou anteriormente como Universitatea Bacău.
- (2) O CS Rapid București jogou anteriormente como CS Locomotiva București.

## Títulos por distritos
| Brasão | Distrito  | Títulos |
| ------ | --------- | ------- |
|        | București | 47      |
|        | Alba      | 7       |
|        | Dolj      | 5       |
|        | Galați    | 4       |
|        | Bacău     | 4       |
|        | Iași      | 2       |
|        | Constanţa | 2       |
|        | Neamț     | 1       |
|        | Dâmbovița | 1       |